# كاميلا غيب
كاميلا غيب (بالإنجليزية: Camilla Gibb)‏ (20 فبراير 1968، لندن في المملكة المتحدة)؛ كاتِبة وروائية كندية.